# Pejácsevich László

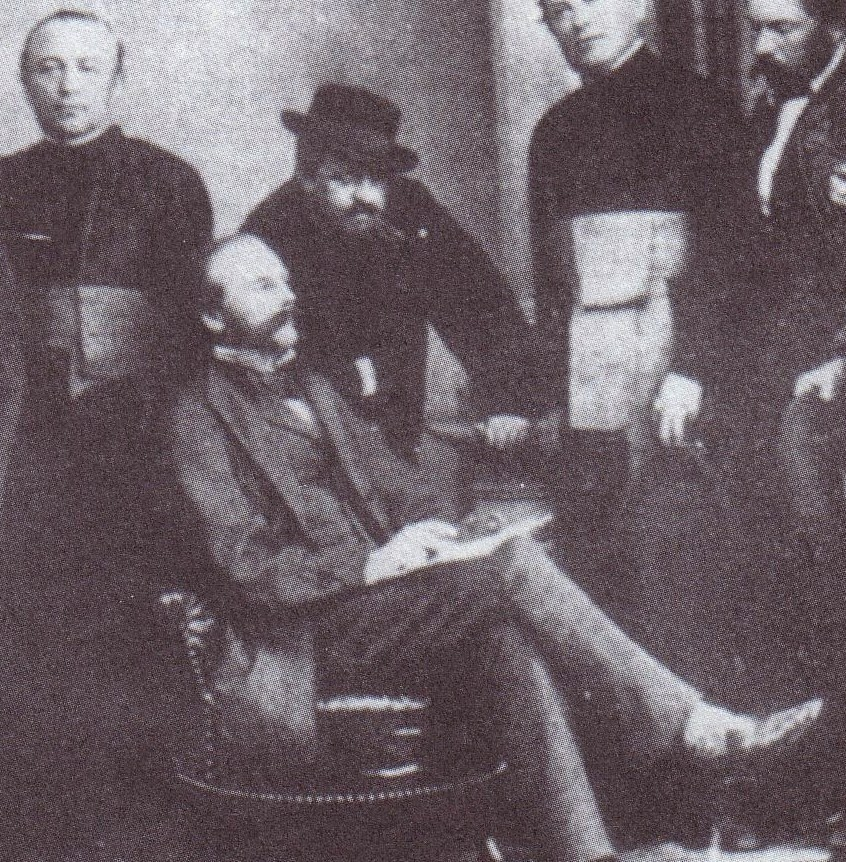
Gróf Pejácsevich László, horvát bán, helyi prelátusokkal 1880 körül.

Verőczei gróf Pejácsevich László Lajos Károly (horvát névformában Ladislav Pejačević) (Sopron, Sopron vármegye, 1824. április 5. – Nekcse, Verőce vármegye, 1901. április 7.), Horvát-Szlavon-Dalmátország bánja, császári és királyi kamarás, valódi belső titkos tanácsos, a főrendiház örökös tagja.

## Családja és származása
Az ősrégi magyar főnemesi verőczei gróf Pejácsevich család sarja. Apja verőczei gróf Pejácsevich Ferdinánd (1800–1878), birtokos, anyja a tekintélyes köznemesi jobaházi Dőry család sarjából való jobaházi Dőry Mária (1800—1880) volt. Apai nagyszülei verőcei gróf Pejacsevich Károly (1745—1815), birtokos, és monyorókeréki és monoszlói Erdődy Mária Eleonóra grófnő (1769—1840) voltak. Anyai nagyszülei jobaházi Dőry László (1738—1818) és felsőbüki Nagy Julianna (1766—1828) voltak.

## Élete
Sopronban végezte alapiskolait, majd kitűnő eredménnyel felső-tanulmányai elvégezte, és hamarosan, 18 évesen, 1842-ben megyei szolgálatba lépett. Ekkor Verőce vármegyének tiszteletbeli aljegyzője, majd főjegyzője lett. 1845. december 2-án a báni táblabírájává neveztetett ki. 1848-ban a magyar párthoz tartozott, de a küzdelmekben tevékeny részt nem vett. Az szabadságharc leverése után ő is leszorult a közpályáról, és inkább magányba vonult, utazott. Pejácsevich László ebben a korszakban megfordult Észak-Amerikában is. 1852-ben a Lipót-rend kis-keresztjét nyerte, 1855-ben császári és királyi kamarássá nevezte ki I. Ferenc József magyar király. 1860-ban, midőn az alkotmányos élet ismét megnyílt és szőnyegre került a Magyarországgal való unió, nem csatlakozott a határozottan magyar-barát töredékhez, amely a közjogi kapcsolatot megszakító 1861: 42. horvát-cikk ellen tiltakozott. A horvátországi ügyekkel foglalkozva, 1868-ban egy időre báró nyéki Rauch Levinnel, mint Horvát-Szlavon-Dalmátország bánjával, a társországokban kormányra jutott.
Pejácsevich László gróf közvetítő állást foglalt és a Magyarországgal való kapcsolatnak barátja volt, fontos megbékélő szerepet töltött hivatalában a magyar és horvát felek között. Másrészt, a regnikoláris bizottságnak tagja igen sokat tett, hogy a kiegyezés végre 1869-ben létrejött. Ez érdemeiért a vaskoronarend I. osztályát nyerte és valódi belső titkos tanácsossá nevezte ki az uralkodó, és később a Lipót-rend nagy keresztjét, valamint a szent István-rend lovagkeresztjét és több külföldi rendjelet nyert. Azóta folyvást tagja lett a horvát országgyűlésnek, amely őt 1869-től minden magyar országgyűlésre elküldte, ahol a közjogi vita idejében a Deák-pártnak volt híve. 1879-től 1881-ig egyike volt annak a két követnek, akik a társországokat a főrendiházban képviselték. 1880. február 21.-én Horvátország bánjává neveztetett ki. Három évvel később, amikor felmerült a zágrábi címerkérdés valamint a horvátok véres zavargások útján, ezek akarták kierőszakolni a horvát feliratokat, a 60 éves gróf Pejácsevich László, gyengének bizonyult, azért felmentették báni méltóságától és ekkor visszavonult a nekcsei birtokára, Verőce vármegyében, ahol 1901. április 7-én hunyt el.

## Házassága és gyermekei
1852. november 25-én feleségül vette Sopronban jobaházi báró Dőry Gabriella (*Zomba, Tolna vármegye, 1830. november 6.–†Nekcse, Verőce vármegye, 1913. március 7.) kisasszonyt, akinek a teljes neve "Anna Mária Julianna Krisztina Erzsébet Gabriella" volt. A menyasszony szülei jobaházi báró Dőry Gábor (1803—1871), császári és királyi kamarás, titkos tanácsos, Tolna vármegye főispánja, nagybirtokos, és jobaházi Dőry Erzsébet (1806—1833) voltak. A menyasszony apai nagyszülei jobaházi Dőry László (1738–1818), földbirtokos, táblabíró és felsőbüki Nagy Julianna (1766–1828) voltak; az anyai nagyszülei jobaházi Dőry Pál (1777–1806), földbirtokos, és vizeki Tallián Krisztina (1787–1809) voltak. Dőry Pálné Tallián Krisztinának a szülei vizeki Tallián Antal (1751–1820) császár és királyi kamarás, királyi tanácsos, táblabíró, aranysarkantyús lovag és dunaszekcsői Bésán Júlianna (1760–1819) voltak. Pejácsevich László gróf és jobaházi báró Dőry Gabriella frigyéből született:
- dr. gróf Pejácsevich Tivadar (1855–1928), kamarás, Verőce vármegye és Eszék vármegye főispánja, Horvát-Szlavon-Dalmátország bánja. Neje:  vajai báró Vay Erzsébet (1860—1941), császári és királyi palotahölgy.
- gróf Pejácsevich Mária (1853–1859)